# Mark Lindsay

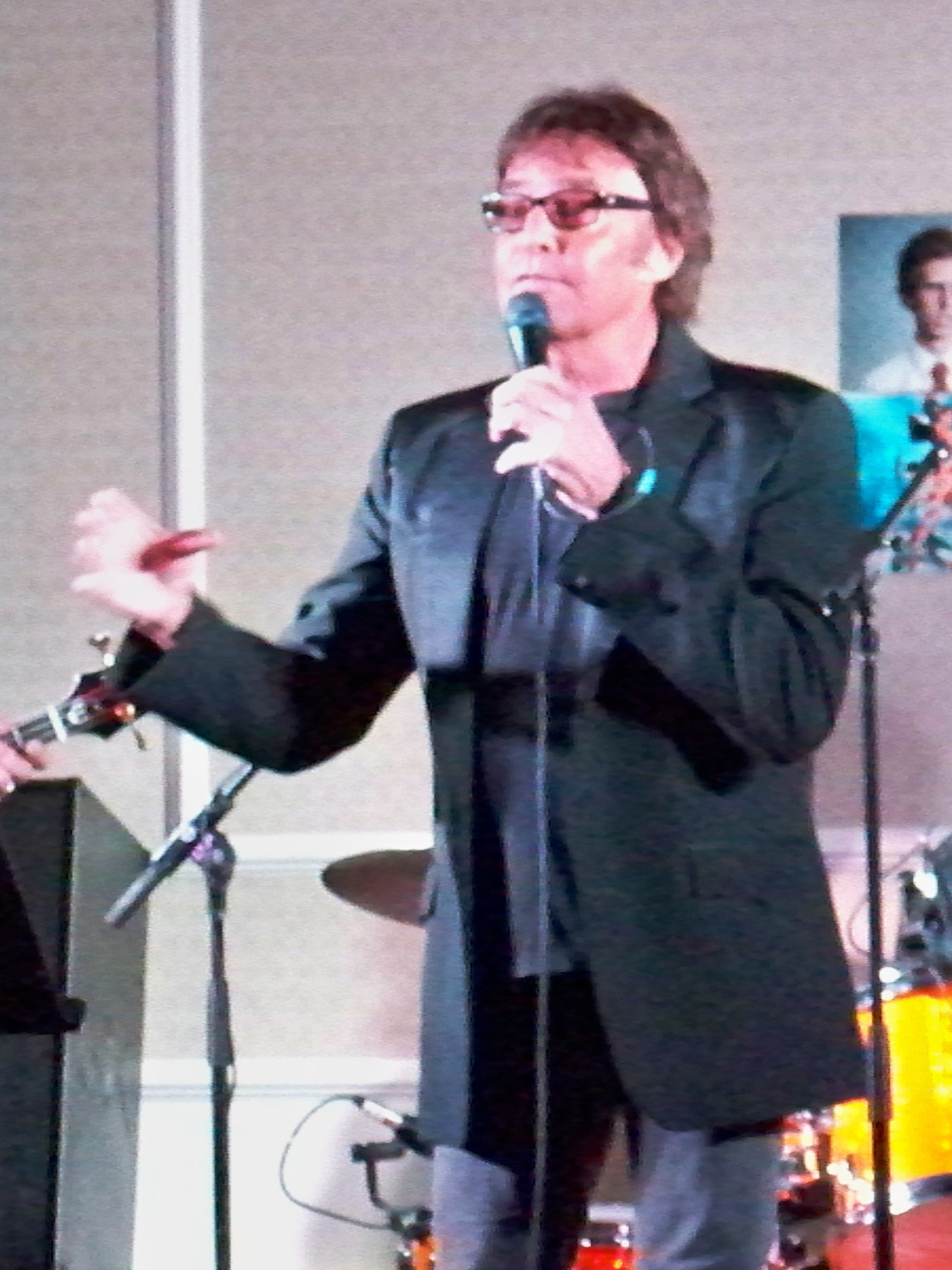
Mark Lindsay (2013)

Mark Lindsay (* 9. März 1942 in  Eugene, Oregon) ist ein amerikanischer Sänger und Komponist; er war Mitbegründer der Rockgruppe Paul Revere & the Raiders.

## Leben
Mark Lindsay begann seine musikalische Karriere 1959 als Frontmann einer Band in Idaho. 1960 traf er den Keyboarder Paul Revere und sie gründeten eine Band mit dem Namen The Downbeats, die sie später in Paul Revere & the Raiders umbenannten. Ab 1969 begann Lindsay eine Solokarriere als Sänger und hatte mehrere Chart-Erfolge.

## Diskografie

### Alben
| Jahr | Titel               | Höchstplatzierung, Gesamtwochen, AuszeichnungChartsChartplatzierungen (Jahr, Titel, Platzierungen, Wochen, Auszeichnungen, Anmerkungen) | Anmerkungen |
| Jahr | Titel               | US | Anmerkungen |
| ---- | ------------------- | --- | ----------- |
| 1969 | Arizona             | US36 (19 Wo.)US |             |
| 1970 | Silverbird          | US82 (10 Wo.)US |             |
| 1971 | You’ve Got A Friend | US180 (2 Wo.)US |             |

### Singles
| Jahr | Titel                                         | Höchstplatzierung, Gesamtwochen, AuszeichnungChartsChartplatzierungen (Jahr, Titel, Platzierungen, Wochen, Auszeichnungen, Anmerkungen) | Anmerkungen |
| Jahr | Titel                                         | US | Anmerkungen |
| ---- | --------------------------------------------- | --- | ----------- |
| 1969 | First Hymn from Grand Terrace Arizona         | US81 (4 Wo.)US |             |
| 1969 | Arizona                                       | US10 Gold · (16 Wo.)US |             |
| 1970 | Miss America Arizona                          | US44 (8 Wo.)US |             |
| 1970 | Silver Bird Silverbird                        | US25 (10 Wo.)US |             |
| 1970 | And The Grass Won’t Pay No Mind Silverbird    | US44 (12 Wo.)US |             |
| 1971 | Problem Child                                 | US80 (4 Wo.)US |             |
| 1971 | Been Too Long On The Road You’ve Got A Friend | US98 (1 Wo.)US |             |
| 1971 | Are You Old Enough                            | US87 (3 Wo.)US |             |